# Bolesław Śmiały (opera)
Bolesław Śmiały – opera Ludomira Różyckiego, w trzech aktach, z librettem Aleksandra Bandrowskiego-Sasa według Stanisława Wyspiańskiego. Jej prapremiera miała miejsce we Lwowie 11 lutego 1909 roku.
Akcja opery rozgrywa się w Krakowie na Wawelu w 1078 roku.
Bolesław Śmiały jest od czasów Józefa Elsnera i Karola Kurpińskiego pierwszą polską operą historyczną.

## Osoby
- król Bolesław Śmiały – tenor
- Wielisława, jego żona – mezzosopran
- Dobrogniewa, jego matka – alt
- Bożydar – bas
- Dobromir – tenor
- Władybój – bas
- Krysta – sopran
- Stosław, podkomorzy – tenor
- Strażnik – bas
- Mieszko, syn Bolesława – rola niema
- biskup Stanko ze Szczepanowa – bas
- rycerze, władycy, giermkowie, drużyna zbrojna, straż

## Treść

### Akt I
Biskup Stanko odwiedza króla Bolesława i opowiada mu o rosnącym niezadowoleniu ludu z powodu nieszczęść gnębiących kraj i okrucieństwa władcy. Bolesław grozi śmiercią biskupowi i oddala go z komnaty.

### Akt II
Szaleje burza. Po zabójstwie biskupa naród się buntuje przeciw królowi, opuszczają Bolesława nawet najbliżsi. Jego matka, żona i syn oznajmiają mu, że został wyklęty przez Kościół i namawiają go do pokuty.

### Akt III
Król chce zaprowadzić porządek w kraju z pomocą prostego ludu, lecz ten pragnie Bolesława zamordować. Władca siłą swego majestatu i argumentem dobra ojczyzny powstrzymuje wichrzycieli. Bolesław mimo próśb ukorzonego ludu udaje się na dobrowolne wygnanie.